# Бархатница Мнишека
Бархатница Мнишека (Pseudochazara mniszechii) — дневная бабочка из семейства Бархатниц.

## Этимология названия
Видовое название дано в честь Г. В. Мнишека (G. de Mniszech; 1824—1881) — энтомолога, сборщика насекомых.

## Описание
Длина переднего крыла самцов 24—30 мм, самок 32—25 мм. Переднее крыло с прямым, а заднее крыло с зубчатым внешним краем. Верхняя сторона крыльев тёмно-коричневая с широкой перевязью охристо-жёлтого цвета, пересеченной тёмными жилками. На переднем крыле сверху глазчатые пятна чёрного цвета с белым центром. Переднее крыло на нижней стороне охристо-желтого цвета, с широким затемнением краям и с глазчатыми и белыми пятнами, аналогичными таковым на верхней стороне. На верхней стороне заднего крыла имеется широкая сплошная охристо-жёлтая перевязь с зигзагообразной внутренней и волнистой внешней границами. Снизу заднее крыло коричнево-серого цвета, матовое, с однообразным рисунком из мелких пестрин. Бахромка крыльев светло-серая. Самки крупнее, все светлые части крылового рисунка крупнее и ярче, чем у самцов.

## Ареал
Турция, Закавказье, Северная Греция. Бабочки населяет сухие леса, сухие редколесья, участки с нагорно-ксеровиальной растительности на высотах от 500 до 2000 метров над уровнем моря.

## Подвиды
- Pseudochazara mniszechii mniszechii Турция
- Pseudochazara mniszechii caucasica (Lederer, 1864) Закавказье, Турция
- Pseudochazara mniszechii tisiphone (Brown, 1981) Северная Греция, Турция

## Биология
Развивается в одном поколении за год. Время лёта бабочек в июне — августе, до середины сентября. Бабочки кормятся нектаром цветков чертополохов. Часто сидят на каменистых осыпях или открытых участках почвы. Самцы гоняются за самками и как только та садиться, то усаживаются напротив и постукивают ее усиками и крыльями, призывая к спариванию. После спаривания самки прикрепляют по-штучно яйца на травянистые растения или камни. Яйцо бочонковидное, белого цвета, с 20 продольными ребрами, длиной 1-1,2 мм. Кормовые растения гусениц — злаки.